# Ԗ (слово ћирилице)
Ԗ ԗ (искошено: Ԗ ԗ) је слово ћириличног писма. Изгледа као унакрсни диграф ћириличних слова Р и Х, али није композибилна лигатура.

Ԗ ԗ се користио у азбуци која се користила 1920-их за мокшански језик, где је представљао безвучни алвеоларни трил , као rh у велшком језику.
| Знак                      | Ԗ                           | Ԗ                           | ԗ                         | ԗ                         |
| ------------------------- | --------------------------- | --------------------------- | ------------------------- | ------------------------- |
| Назив у Уникоду           | CYRILLIC CAPITAL LETTER RHA | CYRILLIC CAPITAL LETTER RHA | CYRILLIC SMALL LETTER RHA | CYRILLIC SMALL LETTER RHA |
| Врста кодирања            | децимална                   | хексадецимална              | децимална                 | хексадецимална            |
| Уникод                    | 1302                        | U+0516                      | 1303                      | U+0517                    |
| UTF-8                     | 212 150                     | D4 96                       | 212 151                   | D4 97                     |
| Нумеричка референца знака | &#1302;                     | &#x516;                     | &#1303;                   | &#x517;                   |

## Слична слова
- Р̌ р̌ : Ћирилично слово Р са кароном
- Ҏ ҏ : Ћирилично слово Р са квачицом